# Strzał (czasopismo)
Strzał. Magazyn o broni – czasopismo o broni strzeleckiej ukazujące się od 2002 roku, wydawane przez wydawnictwo Magnum-X. W latach 2002–2004 Strzał był dwumiesięcznikiem, od 2005 roku ukazywał się co miesiąc, od listopada 2010 ponownie co dwa.
W 2016 roku, po wydaniu 139 numerów czasopisma, dotychczasowy zespół redakcyjny z redaktorem naczelnym Jarosławem Lewandowskim utworzył nowy miesięcznik o analogicznym profilu „Strzał.pl”, wydawany przez Wydawnictwo Y. „Strzał” nadal wydawany jest przez Magnum-X.

## Stałe działy
- Wiadomości
- Relacje
- Monografia
- Prezentacja
- Test
- Akcesoria
- Lamus
- Sport
- Prawo
- Porady
- Felieton: Kawiarnia pod aniołem (do 2010)[1]

## Redakcja
- Jarosław Lewandowski – redaktor naczelny (2006–2008-?[4], 2012–2014-?[5]), zastępca redaktora naczelnego
- Andrzej Ulanowski – redaktor naczelny (?-2010–2012[6])
- Cezary Szoszkiewicz – redaktor naczelny (?-2004–2005[7])
- Leszek Erenfeicht – zastępca redaktora naczelnego
- Piotr Galecki – redaktor graficzny

## Komitet doradczy
Istniał wyodrębniony do przełomu 2006/2007
- Seweryn Bidziński
- Jan Mystkowski
- Leszek Sokołowski[4]
- Mirosław Zahor
- Krzysztof Wiszniewski[7]

## Stali współpracownicy
- Seweryn Bidziński (do 2010)[1]
- Szymon Chaciński
- Ireneusz Chloupek
- Hubert Giernakowski
- Konrad Grottgel
- Zbigniew Gwóźdź
- Marek Habior
- Krzysztof Hoffmann
- Jacek Janisz
- Wacław Jarząbek
- Tomasz Kowalski
- Tadeusz Lewandowski
- Piotr Litwin
- Roman Matuszewski
- Tadeusz Melleman
- Janusz Michalik
- Marcin H. Ochman
- Marcin Ogórek
- Marek Pokulniewicz
- Krzysztof Sudoł
- Wojciech Weiler
- Piotr B. Zadora
- Jerzy Zarawski
- Paweł Żurkowski